# Erhard Winge Flensborg
Erhard Winge Flensborg (13. november 1912 i Roskilde – 2. oktober 2009) var en dansk børnelæge og keramiksamler.
Han var søn af boghandler Andreas Flensborg (død 1952) og hustru Cecilie Marie f. Winge (død 1926). Flensborg var leder af børneastmaklinikken på Rigshospitalet 1943-49, tilsynsførende læge på Dansk Røde Kors Astmasanatorium i Kongsberg, Norge og overlæge på Rigshospitalets børneafdeling 1969-82.
Flensborg var grundlægger af det københavnske cystisk fibrose-center på Rigshospitalet og medstifter og første formand for cystisk fibrose foreningen i Danmark 1967. Han var Ridder af 1. grad af Dannebrogordenen.
Flensborg samlede også på keramik og udgav i 2008 det første komplette katalog over fajancefabrikken Aluminias produktion: Aluminia: Fabrikkens historie og produktion af stengods, porcelæn og fajance 1863-1969, 2 bind, Forlaget Rhodos 2008.